# Adam Gray
Adam Channing Gray (Merced, 23 settembre 1977) è un politico statunitense, membro della Camera dei Rappresentanti per lo stato della California dal 2025.

## Biografia
Nativo di Merced, Gray frequentò l'Università della California - Santa Barbara, conseguendo la laurea in scienze politiche.
Lavorò come collaboratore di alcuni politici locali, tra cui Dennis Cardoza. Membro dello staff del legislatore statale Ron Calderon, testimoniò nell'indagine federale contro quest'ultimo quando venne accusato di corruzione.
Nel 2012, Gray si candidò come membro del Partito Democratico per un seggio all'interno dell'Assemblea dello Stato della California e venne eletto il 58,2% dei voti. Fu riconfermato per altri quattro mandati nel 2014, nel 2016, nel 2018 e nel 2020.
Nel 2022, annunciò la propria candidatura per la Camera dei Rappresentanti, in un distretto congressuale riconfigurato per le elezioni parlamentari. Dopo aver superato le primarie, affrontò nelle elezioni generali il repubblicano John Duarte, un imprenditore agricolo. Al termine della competizione, Duarte risultò vincitore con un margine di appena 564 voti.
Due anni più tardi, Gray si candidò nuovamente per il seggio contro Duarte. In campagna elettorale, entrambi i candidati cercarono di proporsi all'elettorato come moderati. Al termine della sfida, fu Adam Gray a prevalere, superando Duarte per soli 187 voti.